# Resolució 2337 del Consell de Seguretat de les Nacions Unides
La Resolució 2337 del Consell de Seguretat de les Nacions Unides fou adoptada per unanimitat el 19 de gener de 2017. El Consell va donar suport a la decisió de la Unió Africana (UA) i la Comunitat Econòmica dels Estats d'Àfrica Occidental (ECOWAS) de reconèixer Adama Barrow com a nou president de Gàmbia. Després de les eleccions, el president en exercici, Yahya Jammeh, intentava mantenir-se el poder i, per tant, anava en contra de la constitució del seu país.
El text de la proposta va ser presentat el dia anterior per Senegal, i va fer que el Consell de Seguretat permetés a l'ECOWAS utilitzar tots els mitjans per obligar Jammeh a dimitir. Aquest llenguatge dur es va debilitar per "donar suport als seus esforços, en primer lloc, a través de mitjans polítics per respectar la voluntat del poble", perquè països com Rússia, Egipte i Bolívia s'oposaven a la intervenció militar.

## Observacions
Alguns Estats membres del Consell de Seguretat van expressar el seu suport a la mediació de l'ECOWAS i la UA i van demanar al president sortint que respectés els resultats de les eleccions. Alguns també van assenyalar que la resolució no volia dir que fos compatible la intervenció militar. Xina i Egipte van argumentar que el suport als punts de vista de l'ECOWAS i de l'UA estava en línia amb la política de "solucions africanes a problemes africans".
Alguns consideraven que les negociacions sobre la resolució es precipitaven. Uruguai, entre d'altres, hauria preferit més discussió. El representant etíop va assenyalar que la situació a Gàmbia es deteriorava ràpidament i que calia fer tot per evitar el caos. El seu col·lega senegalès va descriure aquesta resolució com la continuació dels esforços ja realitzats per l'ECOWAS i l'ONU per trobar una solució.

## Contingut
L'1 de desembre de l'any 2016 Adama Barrow va ser escollit com a nou president de Gàmbia. L'endemà el resultat fou reconegut per l'anterior president, Yahya Jammeh. Però una setmana després va rebutjar el resultat. El 13 de desembre la comissió electoral va ser presa per l'exèrcit. El 18 de desembre 2017 el Parlament va tractar d'estendre el mandat de Jammeh per tres mesos. Jammeh també va proclamar l'estat d'emergència.
El Consell de Seguretat va condemnar aquests intents de mantenir-se al poder, i es temia que la situació se li anés de les mans. El Consell de Pau i Seguretat de la Unió Africana va declarar el 13 de gener 2017 que Jammeh ja no seria reconegut com a legítim president de Gàmbia. El Consell de Seguretat va donar suport a la decisió de reconèixer Barrow com a president de Gàmbia. Es va demanar al president Jammeh que lliurés el poder el 19 de gener. També es va demanar a l'exèrcit de Gàmbia que tingués cura.
L'ECOWAS també va intentar garantir una transferència pacífica de poder. El president de Nigèria Muhammadu Buhari, l'ex-president e Ghana John Dramani Mahama i el Representant Especial del Secretari General de l'ONU i cap de l'Oficina de les Nacions Unides per a l'Àfrica Occidental i el Sahel (UNOWAS) Mohammed Ibn Chambas han intervingut en el conflicte.